# نیکولای زارودنی

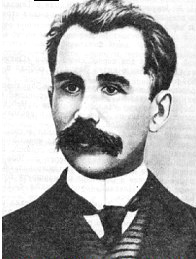
نیکولای زارودنی

نیکولای الکسیویچ زارودنی (به روسی: Николай Алексеевич Зарудный ; ۱۳ سپتامبر ۱۸۵۹–۱۷ مارس ۱۹۱۹) کاشف و جانورشناس اوکراینی - روسی بود که به مطالعه گیاهان و جانوران آسیای مرکزی پرداخت.
او در گریاکوو، اوکراین (در آن زمان بخشی از امپراتوری روسیه بود) به دنیا آمد. او نخستین کتاب پرنده‌شناسی خود را در سال ۱۸۹۶ نوشت و بین سال‌های ۱۸۸۴ تا ۱۸۹۲ پنج سفر به منطقه خزر انجام و سپس کاوش‌های دیگری به ایران را با حمایت انجمن جغرافیایی روسیه و موزه جانورشناسی مؤسسه جانورشناسی آکادمی علوم روسیه رهبری کرد. او نزدیک به ۳۱۴۰ نمونه پرنده و ۵۰۰۰۰ حشره را جمع‌آوری کرد. پس از انقلاب روسیه، مجموعه او توسط بلشویک‌ها ملی شد و به موزه دانشگاه تاشکند منتقل شد. برای کارهایش، انجمن جغرافیایی روسیه مدال پرژوالسکی را به او اعطا کرد. آخرین کار او در مورد پرنده‌شناسی منطقه ترکستان به پایان نرسید، زیرا بر اثر مسمومیت تصادفی درگذشت. او در طول زندگی خود ۲۱۸ تک‌نگاشت منتشر کرد و گونه‌های زیادی را نام‌گذاری و توصیف کرد.

## گونه همنام
از جمله گونه‌ها و آرایه‌های دیگر که به نام زرودنی هستند:
- سقنقور خال‌قرمز Eumeces schneiderii zarudnyi,
- جرد زارودنی
- حشره‌خوار صخره‌ای زارودنی
- مارمولک کرمی زارودنی
- ماهی آب شیرین انجک زارودنی Schizothorax zarudnyi (Nikolskii 1897)[۱]
- و زیرگونه آسیایی متمایز گنجشک بیابانی (Paser simplex zarudnyi).

1. ↑  روسی: Николай Алексеевич Зарудный. His name has been transliterated a number of other ways; especially with Sarudny or Sarudney in older works.